# حاجی محمدلی، آق‌دام
حاجی محمدلی (به ترکی آذربایجانی: Hacıməmmədli) یک منطقه مسکونی در جمهوری آذربایجان است که در شهرستان آق‌دام واقع شده است.